# Stadt Biel (Schiff)
Die Stadt Biel ist ein in Biel stationiertes Fahrgastschiff der Bielersee-Schifffahrts-Gesellschaft (BSG), das auf dem Bielersee verkehrt. Namensgeber ist die gleichnamige Stadt Biel.

## Geschichte
Die Stadt Biel wurde 1953 von der Rheinwerft Walsum unter der Baunummer 924 nach Plänen von Fred Bösch aus Basel vorfabriziert. Es wurde anschließend in Einzelteilen nach Nidau gebracht und dort zusammengebaut. Der Stapellauf erfolgte Ende April 1953. Das Schiff machte seine Jungfernfahrt am 27. Juni 1953. Das Schiff ist mit seiner speziellen Bauform, dem Spitzheck, Lüfter, Bullaugen und Handläufen aus Holz den Dampfschiffen und Schraubendampfern früherer Zeit nachempfunden.

## Technische Daten und Ausstattung
Die Stadt Biel ist 40,85 Meter lang, 6,87 Meter breit. Es ist das einzige Schiff der Bielersee-Flotte, das noch über ein klassisches Steuerrad verfügt und zugleich das älteste Schiff in der Flotte der BSG, das regelmässig im Kurseinsatz anzutreffen ist.

## Bilder

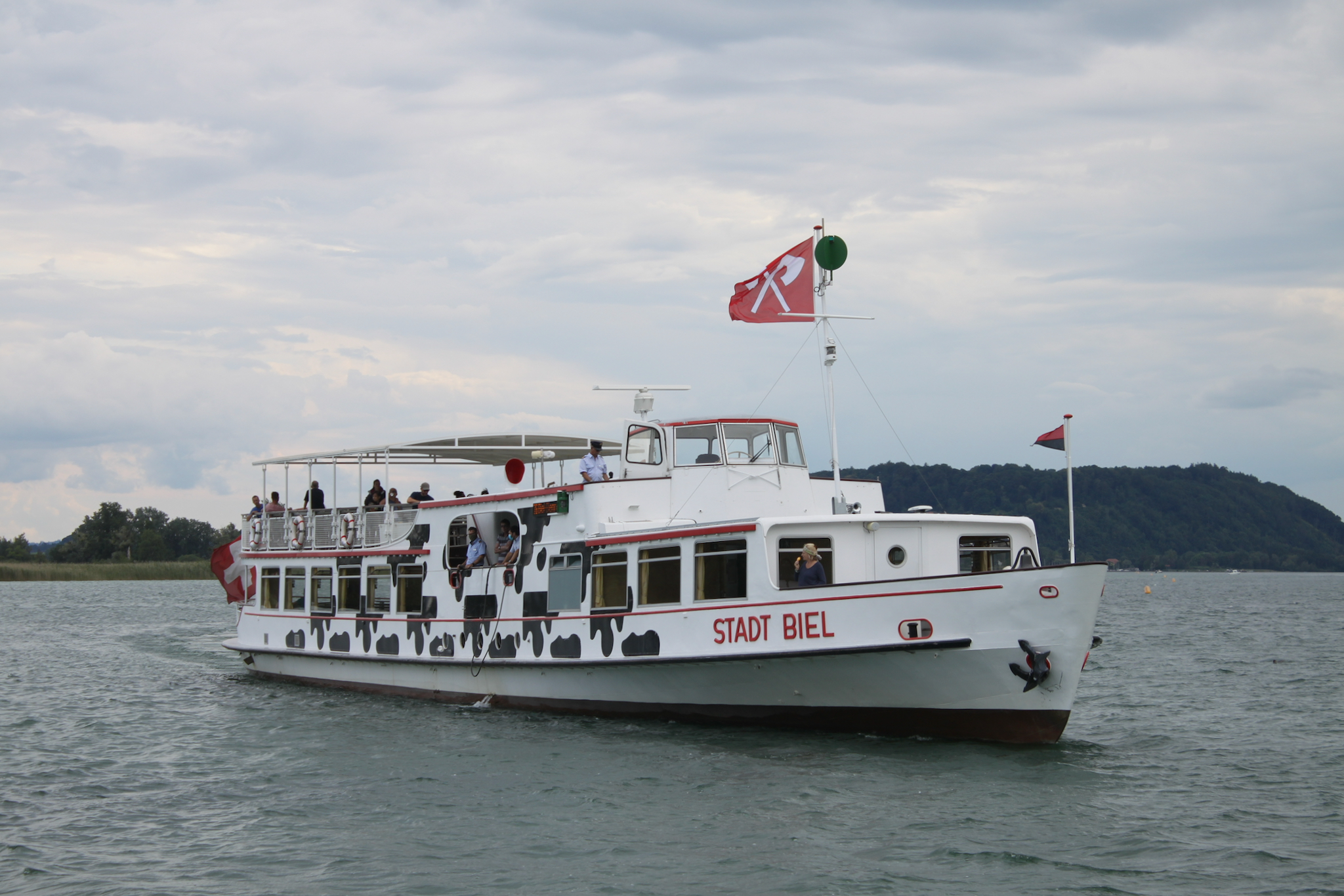
Vor der Petersinsel (2020)
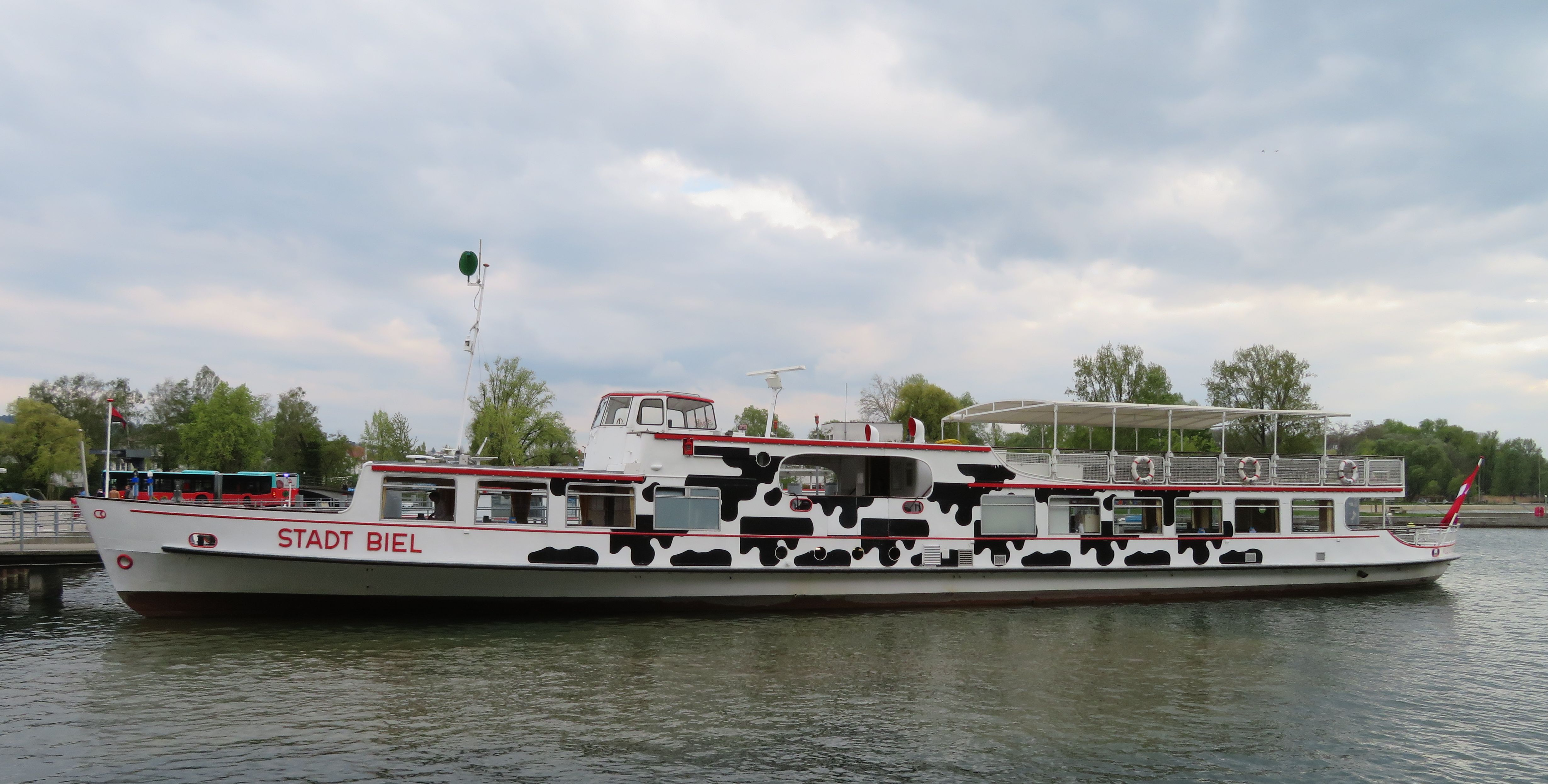
Seitenansicht (2017)
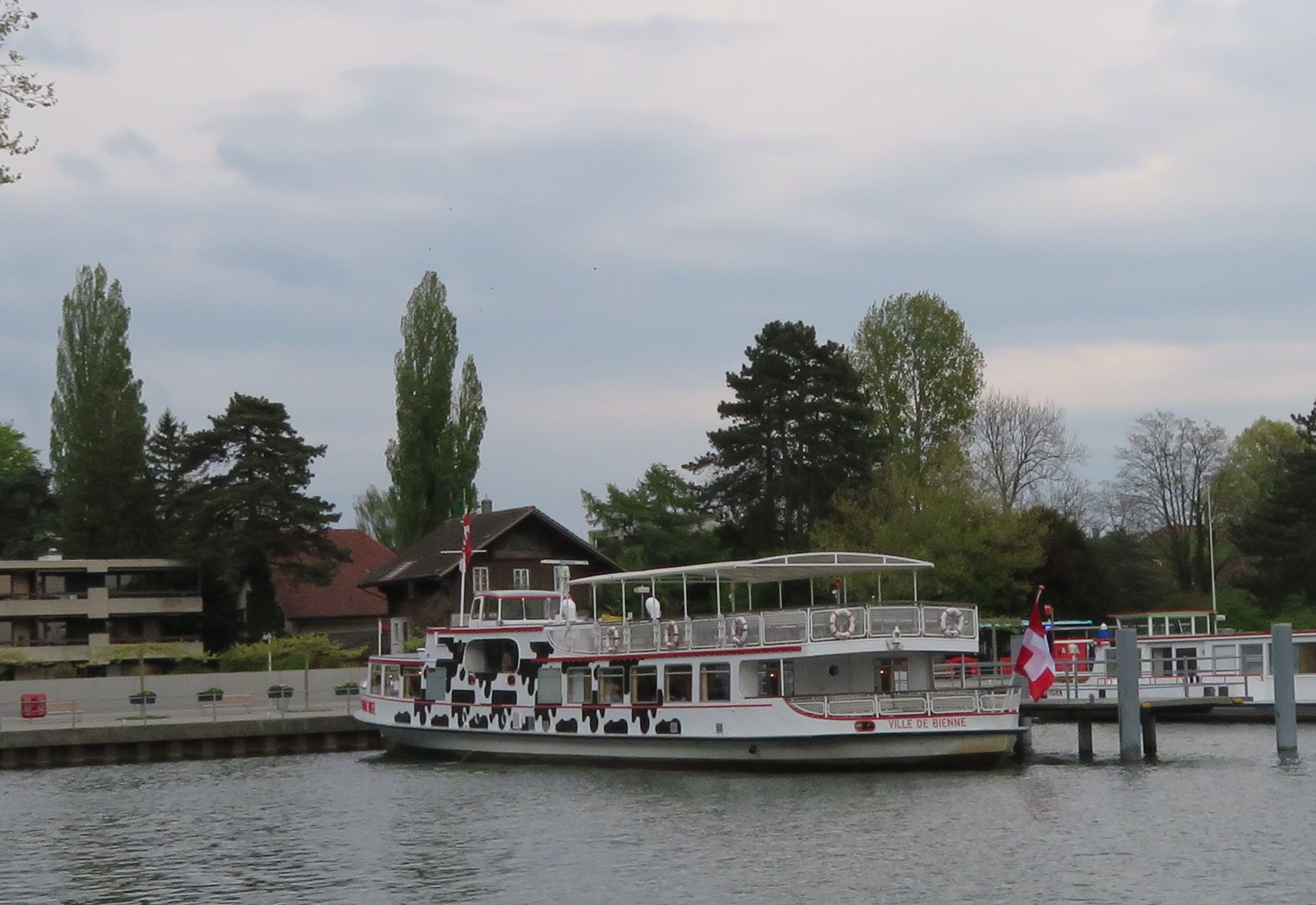
Heckansicht (2017)
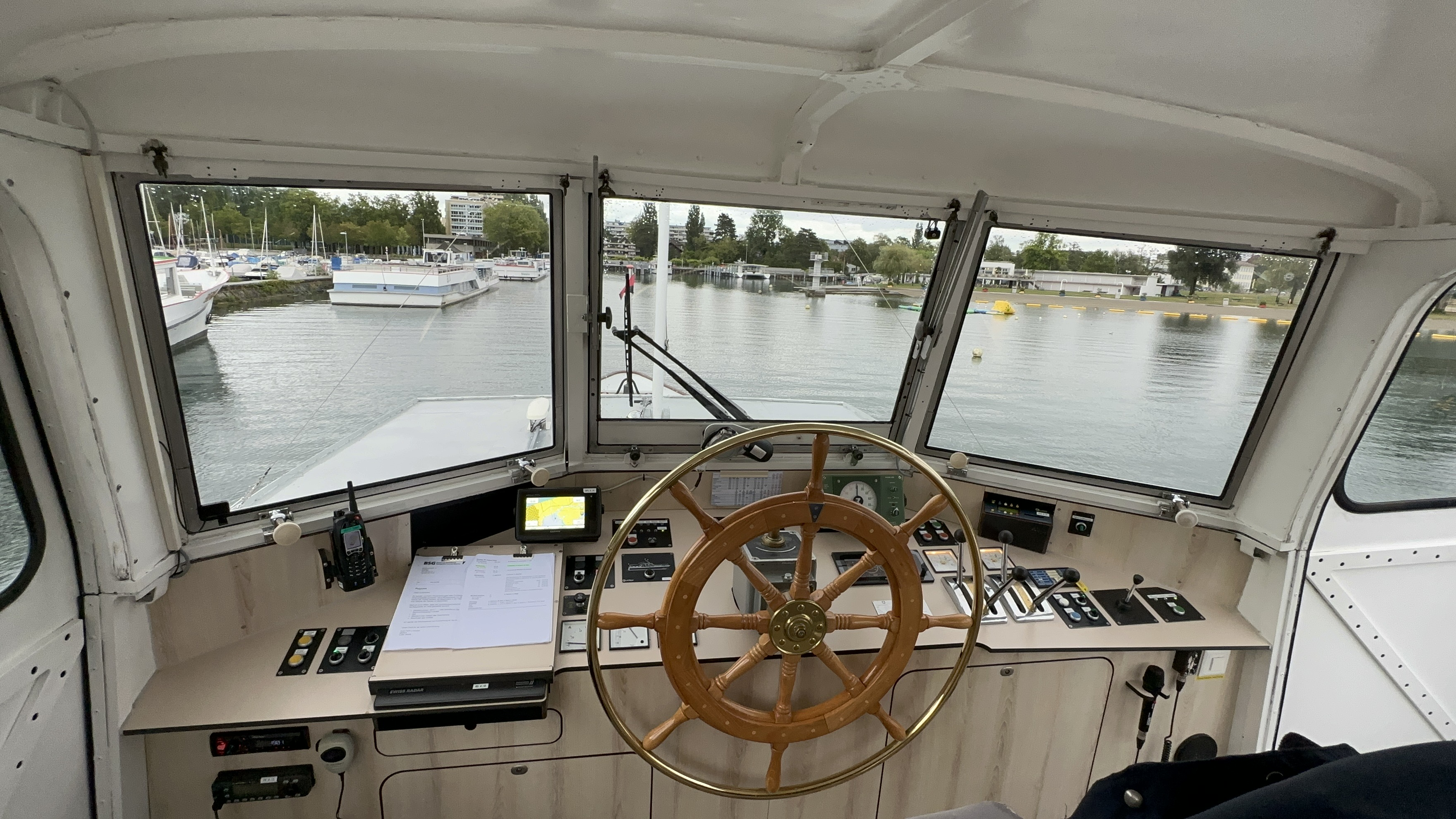
Steuerrad (2023)
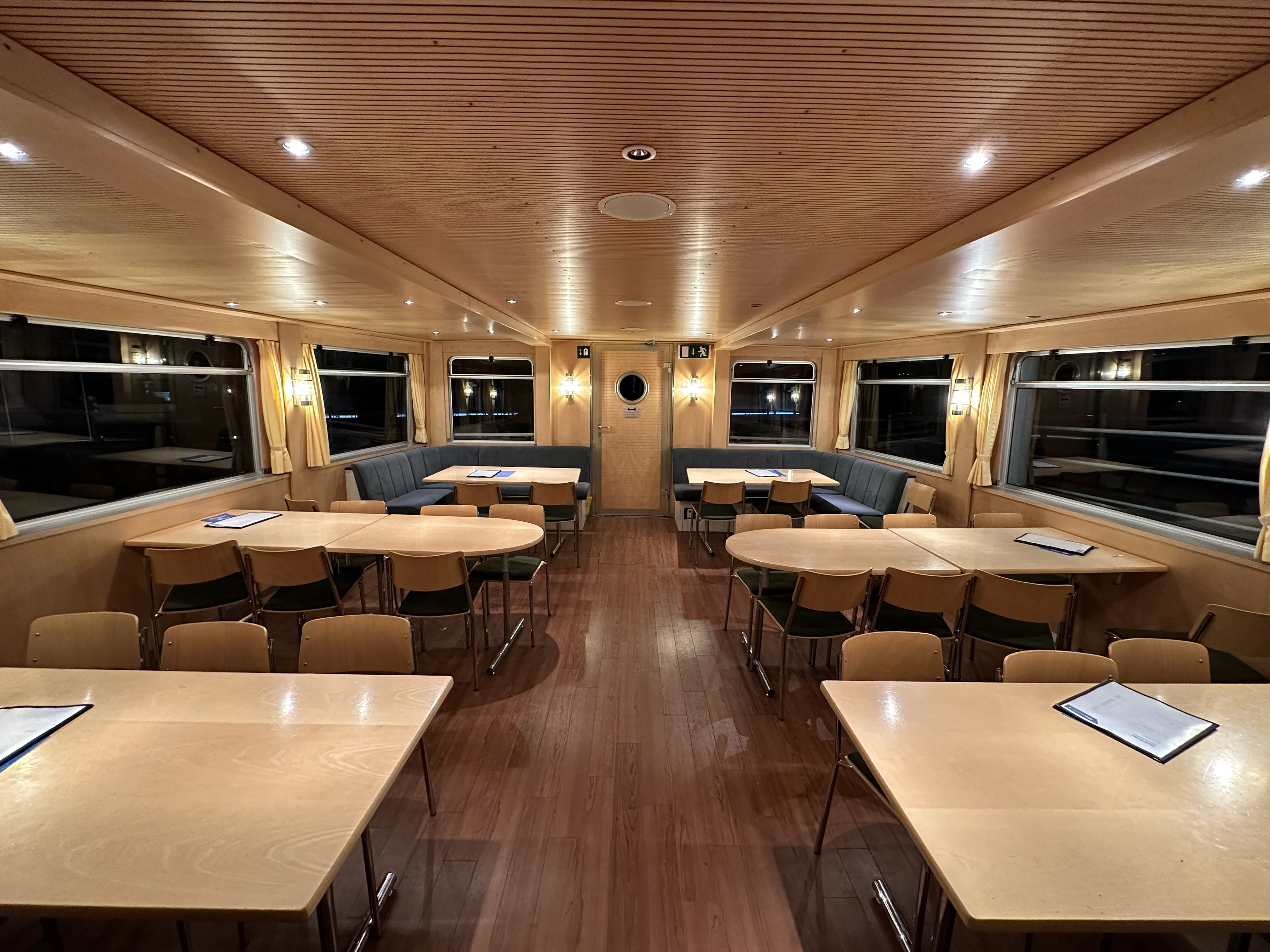
Salon Stadt Biel (2023)